# Брасалин, Анатолий Иванович
Анатолий Иванович Брасалин (род. 19 января 1945 год, Большеречье, Омская область) — заслуженный тренер РСФСР, тренер высшей квалификационной категории по конькобежному спорту шорт-треку. Мастер спорта СССР.

## Биография
Анатолий Брасалин в 1969 году стал выпускником Омского государственного института физической культуры по специальности «Физическая культура и спорт» и в этом же году начал тренерскую деятельность. Был тренером в областном совете ДСО «Спартак» и в Омской специализированной спортивной детской школе ДФСО профсоюзов.
Анатолий Брасалин работает в шорт-треке с 1988 года.
Анатолий Брасалин подготовил 2 Заслуженных мастеров спорта, 10 мастеров спорта России международного класса, больше 30 мастеров спорта. Среди его воспитанников: участница трех Олимпийских игр, серебряный призер чемпионата Европы на 500 метров и многократная чемпионка России Татьяна Бородулина — он был первым тренером спортсменки.
Среди его учеников — участница двух Олимпийских Игр, двукратный бронзовый призер в многоборье, многократная чемпионка Европы Нина Евтеева, мастер спорта международного класса Екатерина Баранок, Анастасия Разина — медалистка чемпионата мира. Ученики Анатолия Брасалина входят состав сборной России. Тренировал Александра Васильевича Герцикова
В апреле 2014 года Анатолий Брасалин стал исполняющим обязанности главного тренера сборной России по шорт-треку.

## Награды и звания
- Медаль «XXII Олимпийские зимние игры и XI Паралимпийские зимние игры 2014 в г. Сочи»
- «Мастер спорта СССР» по конькобежному спорту
- «Заслуженный тренер РСФСР» по конькобежному спорту[3]